# Buk ve Frýdlantské ulici
Buk ve Frýdlantské ulici (někdy nazývaný pouze Buk ve Frýdlantské) je památný strom rostoucí v Liberci, krajském městě na severu České republiky.

## Poloha a historie
Strom roste v centrální části města, při Frýdlantské ulici. Východním směrem od něj se nachází divadlo F. X. Šaldy, jihovýchodním směrem objekt magistrátu města a radnice na náměstí Dr. Edvarda Beneše a jižně kostel svatého Antonína Velikého. O prohlášení stromu za památný rozhodl magistrát města Liberce, který 24. února 2005 vydal příslušný dokument, jenž nabyl právní moci 22. března 2005.

## Popis
Památný strom je buk lesní červenolistý (Fagus sylvatica 'Atropunicea') dosahující výšky 22 metrů. Obvod jeho kmene činí 316 centimetrů. Kolem něho je vyhlášeno ochranné pásmo, které zahrnuje pozemek parcelní číslo 461/2 v katastrálním území Liberec. Pásmo má tvar kruhu, jehož poloměr dosahuje desetinásobku průměru kmene měřený ve výšce 1,3 metru nad terénem.